# Джонсон, Эбигейл
Эбигейл «Эбби» Джонсон (англ. Abigail Pierrepont «Abby» Johnson, род. 19 декабря 1961 года) — внучка Эдуарда Джонсона II, член богатейшей семьи США. Американская предпринимательница, долларовый миллиардер, президент американской фирмы Fidelity Investments и председательница её дочерней компании, одна из самых богатых и влиятельных женщин мира по версии Forbes.

## Биография
В 1984 году Джонсон закончила Hobart and William Smith Colleges, получив степень бакалавра по истории искусств. Однако спустя два года поступила в Гарвардскую школу бизнеса, после окончания которой со степенью MBA присоединилась к Fidelity — фирме, которую в 1946 году основал её дедушка,  Эдвард Джонсон и которой на тот момент управлял её отец. Сначала Эбигейл работала в фирме аналитиком и инвестиционным менеджером.
В 1997 году Эбби получила повышение и с тех пор занимала разные руководящие должности в главной и дочерней компании. В августе 2012 года стала президентом Fidelity Investments, а в октябре 2014 года заняла место своего отца — генерального директора фирмы. В 2016 году стала председательницей дочерней компании и получила полный контроль над Fidelity с 45 000 сотрудниками по всему миру.
По данным на март 2013 года семья Джонсонов владела 49 % акций компании. При этом Эбигейл принадлежат 24,5 % акций, в то время как её брату и сестре принадлежат всего 5 %. По данным «Форбс» состояние Эбигейл Джонсон насчитывает примерно 16,5 миллиардов долларов.
Она является членом Комитета по регулированию рынков капитала и Ассоциации индустрии ценных бумаг, а также она первая и единственная женщина, работающая в Financial Services Forum.
В 2016 году «Форбс» поставил её на 16 место среди самых влиятельных женщин мира. В 2015 году она занимала 19 позицию в этом списке, а в 2014 — 34 позицию.
В 1988 году вышла замуж, двое детей.